# Goffarstjärnen
Goffarstjärnen är en sjö i Vansbro kommun i Dalarna och ingår i Dalälvens huvudavrinningsområde. Sjön har en area på 0,0461 kvadratkilometer och ligger 264,1 meter över havet.

## Delavrinningsområde
Goffarstjärnen ingår i det delavrinningsområde (671560-141063) som SMHI kallar för Nedlagd mätstation. Medelhöjden är 282 meter över havet och ytan är 12,65 kvadratkilometer. Räknas de 211 avrinningsområdena uppströms in blir den ackumulerade arean 2 367,56 kvadratkilometer. Vanån som avvattnar avrinningsområdet har biflödesordning 3, vilket innebär att vattnet flödar genom totalt 3 vattendrag innan det når havet efter 323 kilometer. Avrinningsområdet består mestadels av skog (71 procent) och sankmarker (15 procent). Avrinningsområdet har 0,48 kvadratkilometer vattenytor vilket ger det en sjöprocent på 3,8 procent.